# Pellen
Pour les articles homonymes, voir Pellen (homonymie).
Dans la mythologie grecque, Pellen, fils de Phorbas et d'Hyrmine (en), est le fondateur de la cité de Pellène en Achaïe.

## Étymologie
Pellen, en grec ancien Πέλλης ou Πελλῆς, signifie "de couleur sombre, crépusculaire".

## Famille
Pellen était le fils de Phorbas, un prince thessalien et héros de l'île de Rhodes, lui-même fils du roi Triopas de Thessalie, un demi-dieu fils de Poseidon et de Canacé. Sa mère avait pour nom Hyrmine.
Pellen est le père d'Hyperasius (en), qui engendra à son tour deux des Argonautes, Amphion et Asterius.

## Sources
- Pausanias, Description de la Grèce [détail des éditions] [lire en ligne], VII, 26, 12. Version en ligne sur la bibliothèque numérique Perseus
- Apollonius de Rhodes, Argonautiques 1.176  Texte grec disponible sur la bibliothèque numérique Perseus.